# Падаль

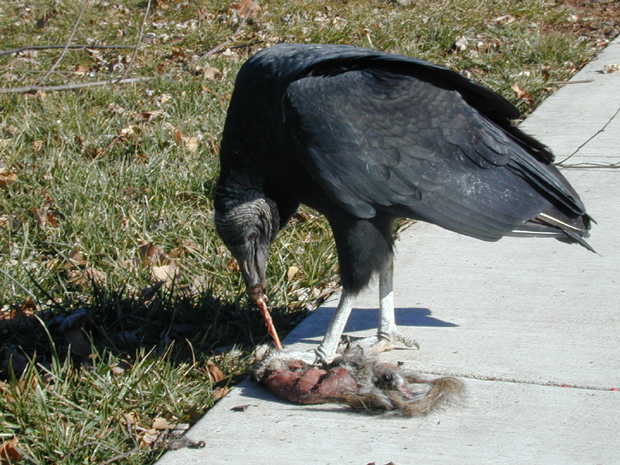
Гриф-урубу, що поїдає труп

Па́даль (також сте́рво, мерля́тина, здохля́тина, мертвя́ччина, мертвечи́на, мерло́, мертвятина, мерша́, па́дло) — трупи тварин, що розкладаються в природному середовищі.
Розкладання полягає в розвитку численних мікроорганізмів, унаслідок чого в трупі відбувається виділення отрут. При розкладанні трупа виникає сильний запах, неприємний для людини, проте привабливий для окремих видів організмів, які живляться падаллю або відкладають у трупи яйця для розвитку личинок.

## Трупний запах

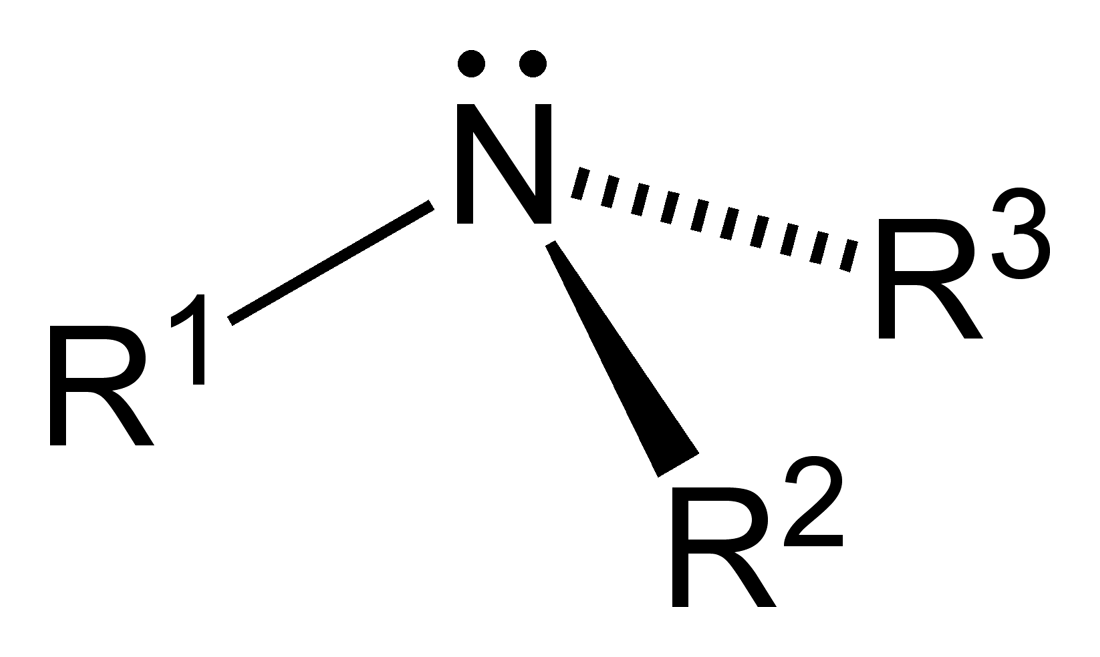
Загальна формула амінів

В основі такого специфічного запаху — аміни: азотовмісні леткі сполуки з основними властивостями. Для послаблення запаху можна обробляти трупи або м'ясо слабкою кислотою, наприклад оцтом. Внаслідок взаємодії амінів з кислотою над трупом формується невеличка біла хмарка (туман) з продуктів такої реакції.

## Тварини, що живляться падлом

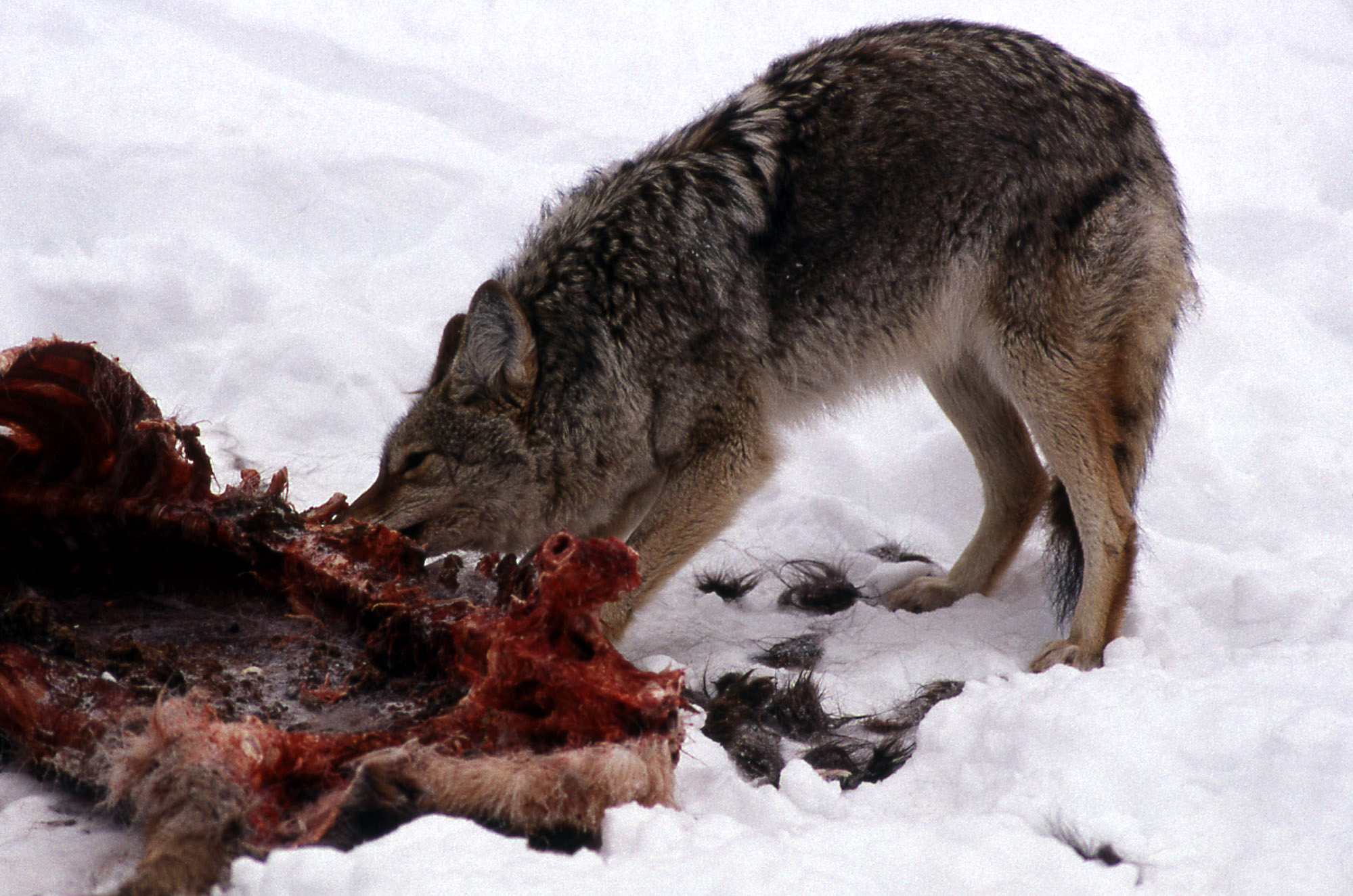
Койот, що живиться падлом оленя вапіті в долині Ламар взимку

Запах падла здатний приваблювати тварин, що спеціалізуються на поїданні падла. Серед них є такі тварини, як гієни, грифи, ворони та інші. Останнім часом у багатьох країнах Європи і, зокрема в Україні, поширилися шакали: ці тварини активно селяться уздовж доріг, і в цьому їм сприяє багата кормова база, яка накопичується уздовж автотрас за рахунок загиблих на автошляхах тварин.